# Ludwig Urban (Industrieller, 1876)
Ludwig Urban (* 16. Mai 1876 in Wien; † 13. März 1946 in Wien) war ein österreichischer Industrieller und Politiker.

## Leben
Ludwig Urban junior war Sohn des gleichnamigen Industriellen Ludwig Urban senior und Enkel von Anton Urban. Er besuchte das Gymnasium in Wien und studierte anschließend an der Technischen Hochschule Wien. Daneben besuchte er Kurse in Handels- und Volkswirtschaft und unternahm Studienreisen durch Europa. Nach dem Studium wurde er geschäftsführender Verwaltungsrat in dem Konzern, in dem der väterliche Betrieb aufgegangen war. 1906 war er an der Gründung des Wiener Industriellenverbands beteiligt und übernahm bis 1921 den Vorsitz in diesem Verband. 1910 ging der Familienanteil des Betriebs auf ihn über und Urban trieb in den folgenden Jahren die Expansion des Konzerns weiter voran. Im Ersten Weltkrieg war er im Invalidenamt und im Arbeitsnachweis für Kriegsinvaliden tätig, außerdem arbeitete er an der Umstellung der Industrie auf Kriegsproduktion mit. Ab 1917 leitete er die kriegswirtschaftlichen Referate im Ministerium für Landesverteidigung. Er führte daneben Verhandlungen mit Streikenden.
Nach dem Ersten Weltkrieg hatte Urban mehrere Ehrenämter in Industrie-Verbänden inne. Außerdem engagierte er sich in der Rennpferdezucht – er besaß auch eigene Gestüte. Urban galt als Financier der österreichischen Heimwehr. Von 1934 bis 1938 gehörte er dem Staatsrat, ab 1936 auch dem österreichischen Bundestag an. Im Juni 1937 wurde er anlässlich einer Informationsreise österreichischer Industrieller in das Deutsche Reich von Adolf Hitler empfangen. Nach dem „Anschluss“ Österreichs 1938 behielt Urban seine Posten im familiären Betrieb. Von nationalsozialistischer Seite soll er jedoch als ausgesprochener Gegner eingestuft worden sein.